# Lista chorążych reprezentacji Filipin na igrzyskach olimpijskich

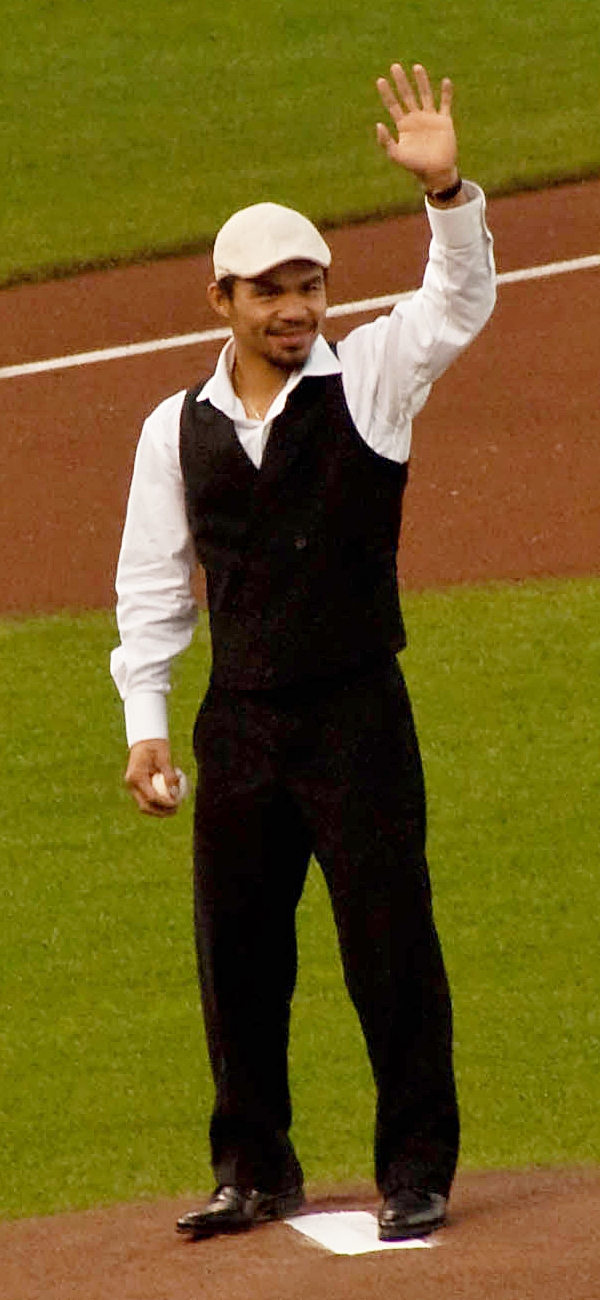
Manny Pacquiao, chorąży z 2008

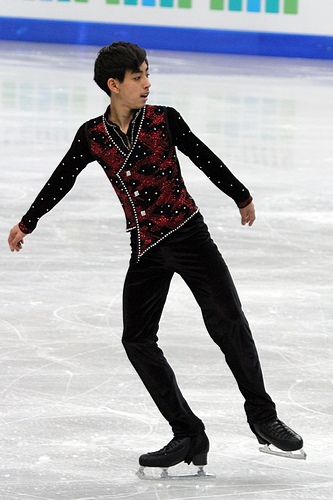
Michael Christian Martinez, chorąży z 2014

Lista chorążych reprezentacji Filipin na igrzyskach olimpijskich – lista osób, które podczas ceremonii otwarcia nowożytnych igrzysk olimpijskich nosiły flagę Filipin.

## Lista chorążych
| Lp. | Rok i miejsce    | Chorąży                    | Dyscyplina            |
| --- | ---------------- | -------------------------- | --------------------- |
| 1   | Paryż 1924       | b.d.                       | b.d.                  |
| 2   | Amsterdam 1928   | b.d.                       | b.d.                  |
| 3   | Los Angeles 1932 | b.d.                       | b.d.                  |
| 4   | Berlin 1936      | Simeon Toribio             | Lekkoatletyka         |
| 5   | Londyn 1948      | b.d.                       | b.d.                  |
| 6   | Helsinki 1952    | b.d.                       | b.d.                  |
| 7   | Melbourne 1956   | b.d.                       | b.d.                  |
| 8   | Rzym 1960        | b.d.                       | b.d.                  |
| 9   | Tokio 1964       | Manfredo Alipala           | Boks                  |
| 10  | Meksyk 1968      | b.d.                       | b.d.                  |
| 11  | Sapporo 1972     | b.d.                       | b.d.                  |
| 12  | Monachium 1972   | Jimmy Mariano              | Koszykówka            |
| 13  | Montreal 1976    | b.d.                       | b.d.                  |
| 14  | Los Angeles 1984 | Isidro del Prado           | Lekkoatletyka         |
| 15  | Calgary 1988     | Raymund Ocampo             | Saneczkarstwo         |
| 16  | Seul 1988        | Joseph Buhain              | pływanie              |
| 17  | Albertville 1992 | Michael Teruel             | Narciarstwo alpejskie |
| 18  | Barcelona 1992   | b.d.                       | b.d.                  |
| 19  | Atlanta 1996     | Reynaldo Galido            | Boks                  |
| 20  | Sydney 2000      | Donald Geisler             | Taekwondo             |
| 21  | Ateny 2004       | Christopher Camat          | Boks                  |
| 22  | Pekin 2008       | Manny Pacquiao             | Boks                  |
| 23  | Londyn 2012      | Hidilyn Diaz               | Podnoszenie ciężarów  |
| 24  | Soczi 2014       | Michael Christian Martínez | Łyżwiarstwo figurowe  |
| 25  | 2016, Rio        | Ian Lariba                 | Tenis stołowy         |
| 26  | 2018, Pjongczang | Asa Miller                 | Narciarstwo alpejskie |
| 27  | 2020, Tokio      | Kiyomi Watanabe            | Judo                  |
| 27  | 2020, Tokio      | Eumir Marcial              | Boks                  |